# محمد الشيخ نجيب
محمد الشيخ نجيب (1953 - 30 نوفمبر 2012)، مخرج وممثل سوري ولد في دمشق، انضم إلى نقابة الفنانين السوريين في 21 فبراير 1974، درس في هنغاريا وتخرج عام 1984. قدّم أعمالاً تلفزيونية منها كمخرج ومنها كممثل، تزوج من الممثلة خديجة العبد ولهما من الأبناء الممثل قيس، وسيف، وزيد.
توفي في بيروت بلبنان بسبب إصابته بداء السرطان.

## أعماله

### في التمثيل

#### مسلسلات
- عشتار.
- رجال تحت الطربوش.
- في حضرة الغياب.
- تجارب عائلية.
- ملح وسكر.
- جريمة في الذاكرة.
- المحكوم.
- وين الغلط.
- الزاحفون
- حصاد السنين
- طقوس الحب والكراهية.
- طائر الأيام العجيبة.
- نساء بلا أجنحة.
- لغز الجريمة.
- الصندوق الأسود.
- شوهالحكي.
- فرسان الريح.
- كنا أصدقاء.
- الخطوات الصعبة.
- تجارب عائلية.
- غضب الصحراء.
- هوى بحري

#### أفلام
- الكومبارس.
- التقرير.
- الحدود.
- قتل عن طريق التسلسل.

### في الأخراج

#### مسلسلات
- ألو جميل ألو هناء.
- تحت المداس.
- الزلزال.
- ممرات ضيقة.
- أنا وعمتي أمينة.
- بكرا أحلى.
- قمر بني هاشم.
- صدى الروح.
- لوين.
- قصص الغموض.
- بهلول أعقل المجانين الجزء الثاني
- المجهول.
- ألوان تحترق.

## روابط خارجية
- محمد الشيخ نجيب على موقع قاعدة بيانات الأفلام العربية